# Diocesi di Lappa

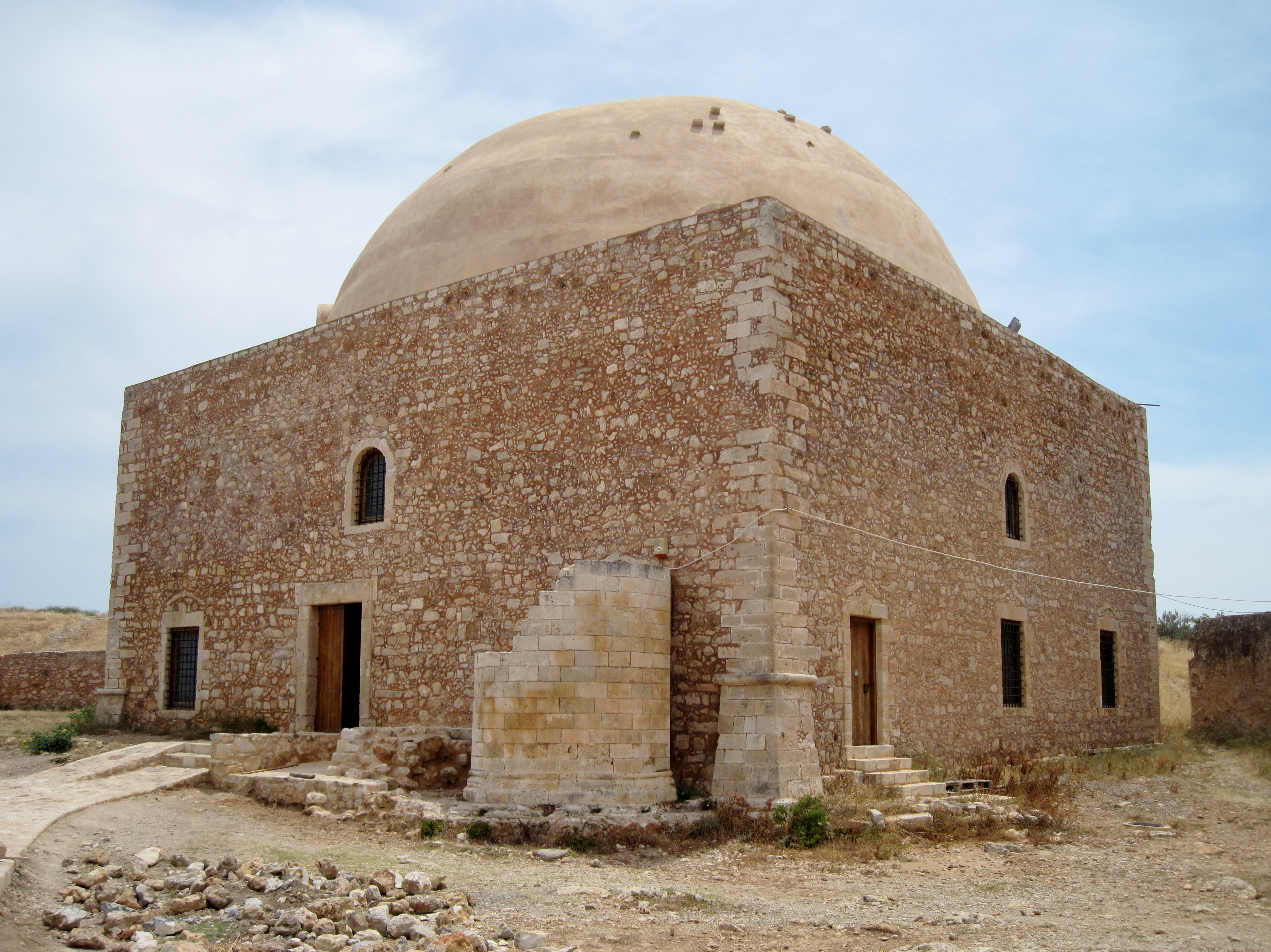
La moschea del Sultano Ibrahim, costruita sull'antica cattedrale di san Nicola a Retimo.

La diocesi di Lappa è una sede soppressa del patriarcato di Costantinopoli e una sede titolare della Chiesa cattolica (in latino: Dioecesis Lappensis).
Durante la dominazione veneziana sull'isola, la sede era nota con il nome di diocesi di Calamona o diocesi di Retimo.

## Storia

### La diocesi greca di Lappa/Kalamòn
Lappa (o Lampa), le cui rovine si trovano nei pressi del villaggio di Argyropoli nell'unità periferica di Retimo, è stata un'antica sede vescovile di Creta, suffraganea dell'arcidiocesi di Gortina.
Sono documentati diversi episcopi Lappae o Lampae dal V all'VIII secolo. Paolo e Demetrio presero parte ai concili ecumenici di Efeso (431) e di Calcedonia (451). Prosdocio sottoscrisse nel 458 la lettera dei vescovi di Creta all'imperatore Leone in seguito all'uccisione del patriarca alessandrino Proterio. Nel 667 nell'isola si tenne un concilio, presieduto dal metropolita Paolo, nel quale il vescovo Giovanni di Lappa fu dichiarato colpevole e imprigionato; riuscito a fuggire, si appellò a papa Vitaliano, il quale, in un sinodo romano, lo riconobbe innocente. Lo stesso Giovanni prese parte al concilio di Costantinopoli del 680. Infine il vescovo Epifanio partecipò al secondo concilio di Nicea nel 787.
Nell'820 Creta fu conquistata dagli Arabi, che vi fondarono un emirato sopravvissuto fino al 961, quando l'isola venne ripresa dai Bizantini; questi restaurarono le strutture cristiane, che erano state soppresse durante il periodo arabo, e le antiche sedi vescovili. In questa fase della storia ecclesiastica dell'isola, la sede di Lappa è nota con il nome antico, ma anche come "diocesi di Calamona"; con questo termine, durante la dominazione veneta, si indicava un territorio del quale faceva parte anche l'antica città di Lappa. Probabilmente, la distruzione dell'antica città episcopale ad opera degli Arabi aveva imposto la scelta di una nuova sede per i vescovi di Lappa, sempre all'interno del territorio dell'antica diocesi.
Questa variazione nel nome della diocesi sembra essere documentata anche dalle Notitiae Episcopatuum del patriarcato di Costantinopoli: infatti le Notitiae del IX e del X secolo hanno il nome di Lampai o Lampé, mentre in alcune recensioni della Notitia del XII secolo si trova il titolo di Kalamòn, ma non quello di Lampé.
Non sono noti vescovi del secondo periodo bizantino.

### La diocesi latina di Calamona/Retimo
In seguito alla conquista veneziana dell'isola (1212), le diocesi greche esistenti furono amministrate da vescovi di rito latino e sottomesse al metropolita latino dell'arcidiocesi di Candia. Anche Calamona divenne un vescovato di rito latino, il quale tuttavia è documentato solo sul finire del XIII secolo con il vescovo Leone, episcopus Chalamonensis, il cui nome appare in una bolla del 1287 concessa alla cattedrale di Veroli.
Sede vescovile era il villaggio rurale di Meghàli Episkopì, dove si trovava la cattedrale di San Nicola. Nel XV secolo tuttavia la sede episcopale fu trasferita nella città di Retimo «più rispondente ai rinnovati bisogni dell'isola». Incerta è la data di tale trasferimento; solo a partire dal 1445 nei documenti coevi si trovano entrambe le dizioni, diocesi di Calamona o diocesi di Retimo.
Nella nuova città episcopale funse da cattedrale probabilmente la chiesa di San Marco, documentata dal 1357, e poi la chiesa di San Nicola all'interno del castello veneziano. Quando però castello, cattedrale ed episcopio furono distrutti da un'incursione turca, si dovette provvedere alla costruzione di un nuovo centro diocesano in un luogo più sicuro. Nel 1583 iniziarono i lavori per la costruzione della nuova cattedrale, dedicata anch'essa a San Nicola, all'interno di una rocca fortificata su un'altura nei pressi della città, lavori che furono ultimati nel 1585. Tuttavia il vescovo Giulio Carrer non volle assolutamente trasferirsi nella nuova sede e preferì rimanere nella "città bassa", dove di fatto funse da cattedrale la chiesa di Santa Caterina fino alla fine della dominazione veneziana. Quando gli Ottomani conquistarono Retimo, distrussero il castello e la cattedrale di San Nicola, erigendovi al suo posto la moschea del Sultano Ibrahim.
Nel 1616 a Retimo viveva una comunità di circa 400 fedeli di rito latino; la cattedrale aveva un capitolo composto di 8 canonici. Nella città episcopale sono documentate almeno 36 chiese greche, ma anche diverse chiese di rito latino, oltre alle già citate cattedrali: le chiese francescane di San Francesco, Sant'Atanasio e Santa Barbara, la chiesa agostiniana di Santa Maria e quella domenicana di Santa Maria Maddalena.
Conformemente alla politica veneziana di soppressione delle piccole diocesi rurali dell'isola, le diocesi di Ario (nel 1551) e di Milopotamo (nel 1641) furono soppresse ed il loro territorio incorporato in quello della diocesi di Retimo.
Verso la metà del XVII secolo Creta fu conquistata dagli Ottomani: ebbero così fine tutte le strutture cattoliche dell'isola, mentre venne contestualmente restaurata la gerarchia greca. Oggi la Chiesa ortodossa di Creta è presente sul territorio con due diocesi, che evocano le antiche sedi: la "metropolia di Retimo e Aulopotamo" con sede a Retimo e la "metropolia di Lambi, Syvritos e Sfakia", con sede a Spili di Retimo.

### Le sedi titolari
Nel XVIII secolo la Santa Sede istituì la sede vescovile titolare Rhithymnensis, assegnata a otto vescovi titolari, fino al 1936 quando fu soppressa.
A partire dalla seconda metà dell'Ottocento, gli elenchi delle sedi titolari cattoliche riportano la sede di Lampa, assegnata per la prima volta nel 1905 a Athanasius Götte, vicario apostolico dello Shensi settentrionale. Il titolo Lampensis fu modificato in quello Lappensis con la nomina del vescovo Bartolomé Pascual Marroig nel 1936.
La sede è vacante dal 22 luglio 1973.

## Cronotassi dei vescovi residenziali

### Vescovi greci di Lappa
- Paolo † (menzionato nel 431)
- Demetrio † (menzionato nel 451)
- Prosdocio † (menzionato nel 458)
- Giovanni † (prima del 667 - dopo il 680)
- Epifanio † (menzionato nel 787)

### Vescovi latini di Calamona/Retimo
- Leone † (menzionato nel 1287)
- Piacentino † (prima del 1290 circa - dopo aprile 1304)
- Pietro Mazzamano † (menzionato a maggio e settembre 1307)
- Bartolomeo †
- Paolo Neri Bessi[18], O.E.S.A. † (3 luglio 1357 - 20 maggio 1360 nominato vescovo di Soana)
- Angelo, O.P. † (20 maggio 1360 - ? deceduto)
- Bartolomeo di Milano, O.E.S.A. † (6 ottobre 1363 - ?)
- Giovanni Belli † (27 gennaio 1377 - dopo il 1387 deposto)
- Antonio Bellancini (o Balanza) † (24 maggio 1396 - 29 luglio 1409 nominato vescovo di Malta)[19]
- Luca Grimani di Candia † (9 agosto 1409 - 4 maggio 1418 nominato vescovo della Canea)
- Clemente Renier † (4 maggio 1418 - dopo il 1451 deceduto)
- Giovanni Rossi (Roberti), O.E.S.A. † (9 gennaio 1456 - dopo il 1º aprile 1466 deceduto)
- Francesco † (? - 22 settembre 1466 nominato vescovo di Equilio)
- Alessandro Contarini † (20 ottobre 1466 - dopo l'11 ottobre 1485 deceduto)
- Antonio Zio † (15 marzo 1486 - 17 settembre 1515 deceduto)
- Bartolomeo Averoldi † (18 settembre 1517 - 1537 deceduto)
  - Alberto Pasquale (o Pasquali), O.P. † (29 ottobre 1537 - 5 novembre 1540 nominato vescovo di Chioggia) (vescovo eletto)[20]
  - Uberto di Gambara † (1º dicembre 1540 - ? dimesso) (amministratore apostolico)
  - Vincenzo Querini † (16 aprile 1546 - ? dimesso) (vescovo eletto)[21]
- Timoteo Giustiniani, O.P. † (5 ottobre 1551 - 14 aprile 1564 nominato vescovo di Chio)
- Bartolomeo Chiapponi † (24 aprile 1564 - 30 novembre 1581 deceduto)
- Giulio Carrer † (16 maggio 1582 - 20 settembre 1589 deceduto)
- Lelio Zanchi † (5 febbraio 1590 - ? deceduto)
- Ferdinando Davila, O.F.M. † (4 marzo 1592 - 9 marzo 1594 nominato vescovo di Ascoli Satriano)
- Sebastiano Aroldi, O.F.M. † (9 marzo 1594 - 5 dicembre 1608 deceduto)
- Luca Stella † (15 giugno 1609 - 16 novembre 1615 nominato vescovo di Zara)
- Giovanni Santato, O.P. † (27 gennaio 1616 - ? deceduto)
- Stefano Penolazzi † (12 giugno 1617 - 1641 deceduto)
- Giovanni Francesco Gozzadini † (12 agosto 1641 - ?)

## Cronotassi dei vescovi titolari

### Vescovi titolari di Retimo
- Francesco Trevisan Suarez † (15 novembre 1728 - 24 novembre 1738 nominato vescovo di Caorle)
- José Ignacio Cienfuegos Arteaga † (15 dicembre 1828 - 17 dicembre 1832 nominato vescovo di Concepción)
- Marco Antonio Maiz † (25 luglio 1844 - 15 maggio 1848 deceduto)
- William Wareing † (21 dicembre 1858 - 26 dicembre 1865 deceduto)
- James David Ricards † (13 gennaio 1871 - 30 novembre 1893 deceduto)
- Paul Pellet, S.M.A. † (15 luglio 1895 - 11 marzo 1914 deceduto)
- Americo Bevilacqua † (22 gennaio 1915 - 2 febbraio 1918 nominato arcivescovo titolare di Scitopoli)
- António Antunes † (12 settembre 1919 - 1º marzo 1936 succeduto vescovo di Coimbra)

### Vescovi titolari di Lappa
- Athanasius Götte, O.F.M. † (26 settembre 1905 - 29 marzo 1908 deceduto)
- Jean-Pierre-Marie Fayolle, M.E.P. † (15 luglio 1909 - 19 ottobre 1931 deceduto)
- Bartolomé Pascual Marroig † (8 maggio 1936 - 4 marzo 1939 nominato vescovo di Minorca)
- Beato Michał Kozal † (10 giugno 1939 - 26 gennaio 1943 deceduto)
- Carlos de la Trinidad Borge y Castrillo † (14 aprile 1945 - 22 luglio 1973 deceduto)